# واسیلی ایگناتنکو
واسیلی ایگناتنکو (به اوکراینی: Василь Іванович Ігнатенко)؛ (به بلاروسی: Васіль Іванавіч Ігнаценка) (به روسی: Василий Иванович Игнатенко؛) (۱۳ مارس ۱۹۶۱ – ۱۳ مه ۱۹۸۶) یک آتش‌نشان اهل شوروی و یکی از اولین افرادی بود که در محل فاجعه نیروگاه هسته ای چرنوبیل برای مهار ساختن آتش حضور یافت. پس از دریافت دوز مرگبار از اشعه رادیواکتیو، او در اثر مسمومیت پرتوی حاد در ۱۳ مه ۱۹۸۶ جان خود را از دست داد.
ایگناتنکو در قبرستان میتینسکو در مسکو به همراه ۲۷ نفر دیگر که در فاجعه چرنوبیل کشته شدند آرام گرفت. در سال ۲۰۰۶، او لقب قهرمان اوکراین، بالاترین جایزه ملی در کشور را به خود اختصاص داد.
داستان زندگی ایگناتنکو توسط همسر بیوهٔ او، لیودمیلا ایگناتنکو، در کتاب صداهای از چرنوبیل توسط سوتلانا الکسیویچ گفته شد. این یک منبع الهام برای داستان مرتبط با زندگی او در مینی سریال چرنوبیل ساخته شبکه اچ بی او شد. ایگناتنکو توسط بازیگر بریتانیایی آدام ناگایتیس در آن سریال به تصویر کشیده شد.